# E11 (trasa europejska)
E11 – trasa europejska pośrednia północ-południe, wiodąca przez Francję.

## Przebieg E11
- Vierzon
- Montluçon
- Clermont-Ferrand
- Montpellier.

## Stary system numeracji
Do 1985 obowiązywał poprzedni system numeracji, według którego oznaczenie E11 dotyczyło trasy Paryż – Salzburg o następującym przebiegu: Paryż – Vitry-le-François – Saint-Dizier – Ligny-en-Barrois – Nancy – Sarrebourg – Strasburg – Karlsruhe – Stuttgart – Augsburg – Monachium – Rosenheim – Salzburg. Arteria E11 była wtedy zaliczana do kategorii „A”, w której znajdowały się główne trasy europejskie.

### Drogi w ciągu dawnej E11
Lista dróg opracowana na podstawie materiału źródłowego
| Francja          | - droga nr 4: Paryż – Fontenay-Trésigny – Sézanne – Sommesous – Vitry-le-François – Saint-Dizier – Toul - autostrada A33: Toul – Nancy - droga nr 4: Nancy – Lunéville - droga nr 4: Lunéville – Sarrebourg – Saverne – Strasbourg – granica z RFN |
| Niemcy Zachodnie | - droga nr 28: granica z Francją – Kehl – Appenweier - autostrada A5: Appenweier – Rastatt – Karlsruhe - autostrada A8: Karlsruhe – Pforzheim – Stuttgart – Ulm – Augsburg – München – Rosenheim – granica z Austrią                               |
| Austria          | - autostrada A1: granica z RFN – Salzburg |